# Дейнеко, Григорий Фёдорович
Григорий Фёдорович Дейнеко (7 февраля 1907, село Иржавец, Черниговская губерния — 27 февраля 1984, посёлок Мирный, Челябинская область) — директор Уйского совхоза Уйского района Челябинской области. Герой Социалистического Труда (1966).

## Биография
Родился в 1907 году в крестьянской семье в селе Иржавец (сегодня — Черниговская область, Украина). В 1923 году начал свою трудовую деятельность на сахарном заводе в Парафиевке. С 1927 года трудился на Юго-Западной железной дороге. В 1930 году по комсомольской путёвке отправился на строительство Магнитогорского металлургического комбината. С 1939 по 1941 года трудился прорабом в совхозах «Увельский» и «Троицкий», заместителем директора совхоза «Карсинский». С 1944 года — старший инженер-строитель, заместитель директора Челябинского зернотреста. С 1948 по 1972 года — директор совхоза «Уйский» Уйского района. Применяя передовые методы полива сельскохозяйственных культур, химическую обработку полей, вывел совхоз в число передовых сельскохозяйственных предприятий Челябинской области. В 1967 году совхоз «Уйский» был награждён Орденом Ленина.
В 1956 году окончил Ростовский сельскохозяйственный техникум.
Указом Президиума Верховного Совета СССР от 22 марта 1966 года удостоен звания Героя Социалистического Труда с вручением ордена Ленина и золотой медали «Серп и Молот».
Избирался делегатом XXII и XXIV съездов КПСС.
После выхода на пенсию проживал в посёлке Мирный Уйского района, где скончался в 1984 году.

## Награды
- Герой Социалистического Труда — указом Президиума Верховного Совета СССР от 22 марта 1966 года
- Орден Ленина (1966)
- Орден Октябрьской Революции (1971)
- Орден «Знак Почёта» (1968)
- медаль «За трудовую доблесть» (1945)
- другие медали
- Почётный гражданин Уйского района (1969)